# 1807 en Italie
Chronologie de l'Italie
- 1803
- 1804
- 1805
- 1806
- 1807
- 1808
- 1809
- 1810
- 1811

## Événements
- 29 août : les Français du général Miollis occupent Livourne, soupçonnée de se livrer à la contrebande avec le Royaume-Uni[1].

- 28 novembre : la souveraine de Toscane Marie-Louise est invité à quitter Florence[2].

## Culture

### Opéras créés en 1807
- 15 décembre : La Vestale, opéra en trois actes de Gaspare Spontini, sur un livret d’Étienne de Jouy[3], créé à Paris.

## Naissances en 1807
- 3 janvier : Sebastiano Tecchio, avocat et homme politique italien du royaume de Sardaigne, sous Victor-Emmanuel II. († 24 janvier 1886)
- 26 janvier : Giuseppe Macinata, peintre néoclassique. († 9 juin 1874)
- 20 septembre : Giovanni Ruffini,  écrivain, poète, librettiste, diplomate, homme politique et patriote du Risorgimento. († 3 novembre 1881)
- 24 novembre : Angelo Inganni, peintre, connu pour ses scènes de genre et ses paysages. († 2 décembre 1880)
- 15 décembre : Giuseppe Pecci, religieux jésuite, cardinal créé par le pape Léon XIII († 8 février 1890)

- Giacomo Rossetti, peintre et photographe italien († 1882)

## Décès en 1807
- 20 février : Genovieffa Ravissa, cantatrice, claveciniste, compositrice et musicologue. (° vers 1750)
- 20 avril : Vincenzo Martinelli, 69 ans, peintre, spécialisé dans la peinture de paysage, sur toile et sur fresque. (° 20 juin 1737)
- 4 octobre : Mariano Rossi, 75 ans, peintre. (° 8 décembre 1731)